# سیارک ۱۱۴۴۵
سیارک ۱۱۴۴۵ (به انگلیسی: 11445 Fedotov، نامگذاری:1978SC7) یازده هزار و چهارصد و چهل و پنجمین سیارک کشف شده‌است که در ۲۶ سپتامبر ۱۹۷۸ کشف شد.
قدر مطلق سیارک برابر ۲۵.۷ است.